# أودا نوبوتاكا
أودا نوبوتاكا (باليابانية: 織田信孝) هو ساموراي ياباني، ولد في 1558، وتوفي في 1583 بسبب طعن.